# Interest equalization tax
Pour les articles homonymes, voir IET.
L'interest equalization tax (IET), c'est-à-dire « impôt d'égalisation des intérêts », est un impôt introduit aux États-Unis en juillet 1963.
Il consistait en une retenue à la source de 15 % sur les intérêts perçus sur les emprunts obligataires émis par des non-résidents.
Ainsi, par exemple, un emprunt émis à New York par une entreprise non américaine, à 10 ans et à un taux nominal de 5 %, n'aurait plus rapporté à son détenteur américain que 85 % x 5 % = 4,25 %, c'est-à-dire un manque à gagner en valeur actualisée d'environ 5 % du capital.
L'interest equalization tax avait pour but de décourager l'emprunt de dollars par les non-résidents. Elle a eu pour effet de déplacer une partie du marché obligataire américain à Londres, où s'est immédiatement créé un marché euro-obligataire. Le coût économique pour les États-Unis de cette mesure fiscale, en apparence anodine, a ainsi été faramineux. [réf. nécessaire]